# St. Vitus (Birkhausen)

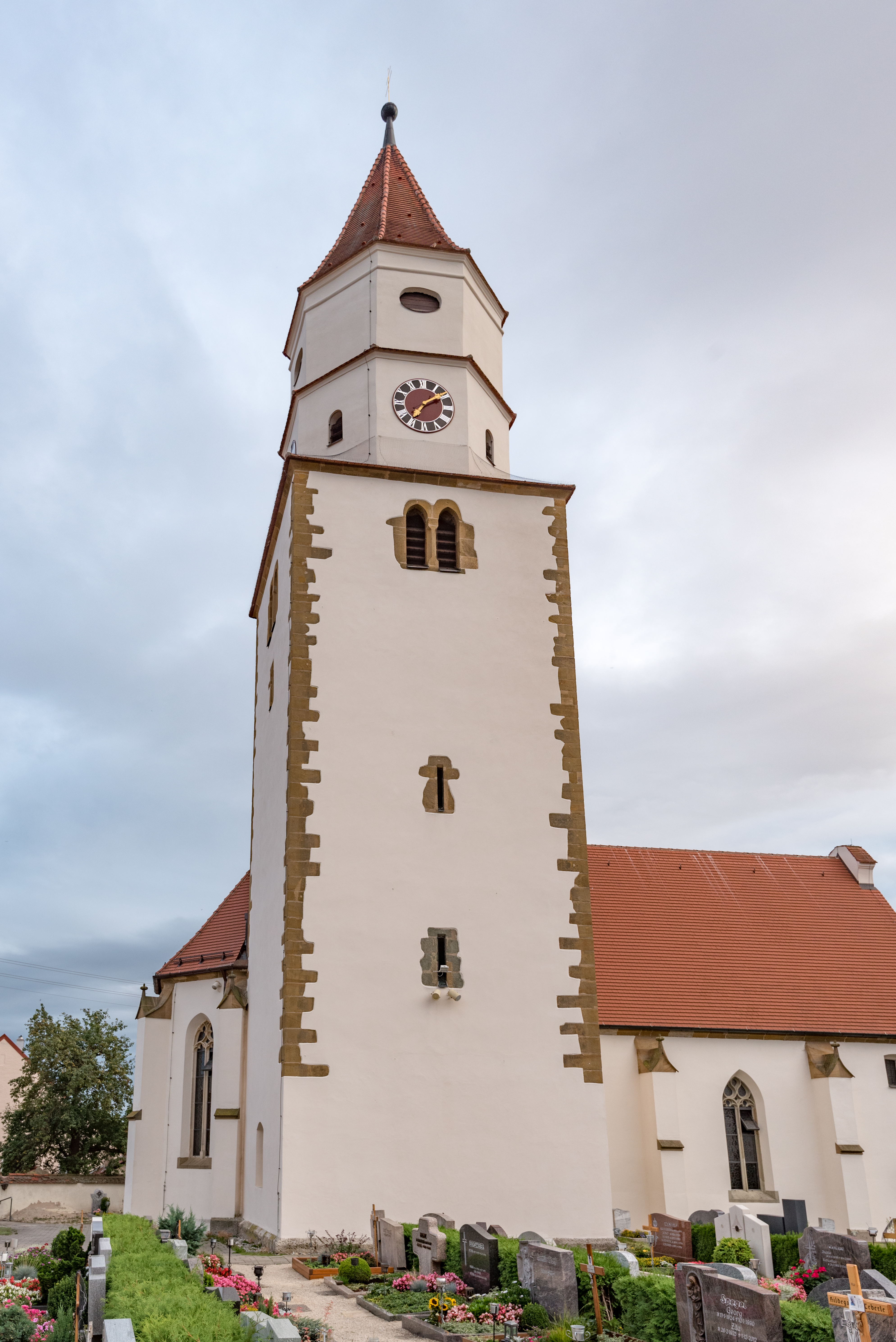
St. Vitus in Birkhausen

Die römisch-katholische Pfarrkirche St. Vitus steht in Birkhausen, einem Gemeindeteil von Wallerstein im schwäbischen Landkreis Donau-Ries in Bayern. Das Bauwerk ist in der Liste der Baudenkmäler in Wallerstein als Baudenkmal unter der Nr. D-7-79-224-66 eingetragen. Die Pfarrei gehört zum Dekanat Nördlingen des Bistums Augsburg.

## Beschreibung
Das Langhaus und der eingezogene Chor mit Fünfachtelschluss der im Kern gotischen, um 1488 erbauten Saalkirche sind mit Strebepfeilern gestützt. Die unteren Geschosse des Chorflankenturms auf quadratischem Grundriss an der Nordwand stammen aus dem 13. Jahrhundert. Im 17. Jahrhundert erfolgte die Erhöhung um zwei achteckige Geschosse, die mit einem spitzen Zeltdach abschließen. Die zweigeschossige Sakristei an der Südwand des Chors wurde im 20. Jahrhundert angebaut. Am Strebepfeiler neben dem Portal befindet sich eine steinerne Statuette des heiligen Veit aus dem 15. Jahrhundert.
Der Innenraum des Langhauses ist mit einer Flachdecke überspannt, der des Chors mit einem Netzrippengewölbe auf Konsolen. Im Chor wurden 1985/86 gotische Wandmalereien aus dem 15. Jahrhundert freigelegt. Am Chorbogen ist die Anbetung der Könige dargestellt.

## Orgel
Die Orgel mit sieben Registern auf einem Manual und Pedal wurde 1874 von G. F. Steinmeyer & Co. erbaut. Die Disposition lautet:
| I Manual C–f3 |    |
| Principal     | 8′ |
| Gedeckt       | 8′ |
| Salicional    | 8′ |
| Fugara        | 4′ |
| Flöte         | 4′ |
| Octav         | 2′ |

| Pedal C– |     |
| Subbaß   | 16′ |

- Koppeln: I/P
- Bemerkungen: Kegellade, mechanische Spiel- und Registertraktur, neugotischer Prospekt